# Serge Saint-Michel
Serge Saint-Michel, né le 8 octobre 1931 à Levallois-Perret et mort le 31 mai 2007 à Créteil,, est un scénariste de bande dessinée français.

## Biographie
Né en la région parisienne, il effectue des études supérieures de lettres et de philosophie.
Dans les années 1960, il est affecté au lycée d’arts graphiques Maximilien-Vox à Paris. À la fin des années 1960, il entre à Record. Il collabore également à plusieurs comic books où il crée des récits complets dessinés par Claude-Henri Juillard.
Dans les années 1970, il entame une longue collaboration avec les magazines Kouakou et Colao diffusés en Afrique, avec Bernard Dufossé.
En 1979, il publie chez Larousse un essai consacré au roman-photo.
Dans les années 1980, Serge Saint-Michel publie de nombreux albums (Jeff et sa moto, Le Moulin de Blandford, Le vent des Savanes, Le disparu de l’Acropole, une dizaine d’albums Il était une fois l’Afrique, etc.).
Il devient ensuite consultant pour l’UNESCO, il effectue des missions en Afrique, au Canada, à Madagascar.
En quelque cinquante ans de carrière, Serge Saint-Michel a publié une centaine de livres et albums de bande dessinée.
Enfin, il est le père de Serge-Henri Saint-Michel.

## Albums

### SérieIl était une fois…
- Eyadema. Histoire du Togo, Afrique Biblio Club, 1976  (ISBN 2-85809-057-2)

Premier tome de la collection, cet ouvrage a été lancé avec un grand battage médiatique par le parti présidentiel, le Rassemblement du peuple togolais (RPT), et fut le plus distribué au Togo après Le Livre vert de Mouammar Kadhafi et contient des éléments exclusifs sur la biographie du président togolais.
- Mobutu. Histoire du Zaïre, coscénario avec Alain Gouttman, dessins de Dominique Fages, Afrique Biblio Club, 1977  (ISBN 2-85809-074-2)
- De Gaulle, coscénario avec Alain Gouttman, dessins de Jean-Marie Ruffieux, Hatier/Fayolle, 1977  (ISBN 2-218-03938-9)
- تاريخ السودان. النميري (Nimeyri. Histoire du Soudan), dessins de Dominique Fages, Afrique Biblio Club, 1978  (ISBN 2-85809-104-8)
- Félix Houphouët-Boigny, dessins de Jean-Marie Ruffieux, 1978  (ISBN 2-85809-106-4)
- Hassan II, dessins de Bernard Dufossé, couleurs de Philippe Sternis, Hatier/Fayolle, 1979  (ISBN 2-86221-039-0)
- L'Europe, dessins de Jean-Marie Ruffieux, Fayolle, 1979  (ISBN 2-86221-038-2)
- Le Sénégal et Léopold Sedar Senghor, dessins de Claude Gohërel, Afrique Biblio Club, 1980  (ISBN 2-85809-115-3)
- Kadhafi. Histoire de la révolution libyenne, dessins de Dominique Fages, Afrique Biblio Club, 1980  (ISBN 2-85809-110-2) (version anglais existante : Qadhafi. History of the Libyan Revolution)
- Ahidjo. Histoire du Cameroun,  dessins de Philippe Sternies, Afrique Biblio Club, 1980  (ISBN 2-85809-111-0)
- L'Afrique, dessins de Jean-Marie Ruffieux, Afrique Biblio Club, 1981 (pas d'ISBN connu)
- Jacques Chirac, dessins d'Alain Gouttman, Afrique Biblio Club, 1988  (ISBN 2-85809-144-7)

Autres tomes de la collection sans la participation de Serge Saint-Michel : El Hadj Omar Bongo, scénario Claire Godet, Afrique Biblio Club, 1980  (ISBN 2-85809-113-7), François Duvalier. Histoire d'Haïti  de Claude Gohërel et Philippe Sternis, Afrique Biblio Club et CONAJEC, 1980  (ISBN 2-85809-112-9)

### Autre
- 2000 ans de Génie, textes de Serge Saint-Michel, dessins de François Castan, éditions France impact promotion, reprenant des histoires courtes parues dans * * l'Argonaute entre 1983 et 1987 :

1. Les inventeurs, 2001  (ISBN 2-9515278-1-0)
2. Les inventions, 2001  (ISBN 2-9515278-6-1)

- Agent spécial, SEPP

67. Une affaire qui roule, scénario de Serge Saint-Michel et Henri Dufranne, dessins de Claude-Henri Juillard et Michel Motti, 1975
- Aka et les forages - Les Aventuriers de l'or noir, scénario de Serge Saint-Michel, dessins de Bernard Dufossé, Segedo, 1988
- L'Avant-garde du Rhin - 90 Ans d'Histoire, scénario de Serge Saint-Michel, dessins de Pierre Wachs, Éditions du Signe, 1988  (ISBN 2-87718-007-7)
- Avec Massoud, scénario de Serge Saint-Michel, dessins de J. Kada et Philippe Glogowski, Éditions du Triomphe

1. Tome 1, 2002  (ISBN 2-84378-196-5)
2. Tome 2, 2008  (ISBN 2-84378-336-4)

- L'Axe lourd, scénario de Serge Saint-Michel, dessins de Bernard Dufossé, Segedo, 1990  (ISBN 2-905973-05-6)
- Baden-Powell, scénario de Serge Saint-Michel, dessins de Bernard Dufossé, Segedo, 1988 (OCLC 461975997)
- La Ballade africaine - Les Aventures de Toko Namba, scénario de Serge Saint-Michel, dessins de Bernard Dufossé, Segedo, 1989  (ISBN 2-905973-03-X)
- Des Monuments et des Hommes, scénario de Serge Saint-Michel, Éditions du Signe

1. Le Roman de la Tour Eiffel, dessins de Robert Bressy, 2004  (ISBN 978-2-7468-1364-9)
3. Les riches heures de la cathédrale Notre-Dame de Paris, dessin de Claude Lacroix, 2006  (ISBN 978-2-7468-1586-5)
- Des Pépins dans le pruneau, scénario de Serge Saint-Michel, dessins de Jacarbo, Imagi, 1984  (ISBN 2-905392-00-2)
- Les deux Princes, scénario de Serge Saint-Michel, dessins de Bernard Dufossé, Segedo, 1990  (ISBN 2-905973-04-8)
- La Disparue de Montgeron, scénario de Serge Saint-Michel, dessins de Jacarbo, Imagi, 1988  (ISBN 2-905392-01-0)
- L'Église et la Révolution, scénario de Serge Saint-Michel, dessins d'André Gaudelette, Fleurus, 1989  (ISBN 2-215-01226-9)
- L'Histoire du groupe Danone, scénario de Serge Saint-Michel, dessins de Roland Garel, Éditions du Signe, collection Des Entreprises et des Bulles, 2003  (ISBN 2-7468-1243-6)
- La Gazelle, scénario de Serge Saint-Michel, dessins de Bernard Dufossé, Segedo, 1994  (ISBN 2-905973-09-9)
- Les Géants du sport, scénario collectif, dessins de Didier Convard, Afrique Biblio Club, 1975
- Martin Luther King, scénario de Serge Saint-Michel, dessins de Bruno Le Sourd, Fleurus, collection Les Grandes Heures des Chrétiens, 1986  (ISBN 2-215-00759-1)
- Histoire des troupes de marine, scénario de Serge Saint-Michel, dessins de René Le Honzec, Mémoire d'Europe

1. Les dernières cartouches, 1992  (ISBN 2-84077-000-8)
2. Les Bâtisseurs d'empire, 1994  (ISBN 2-84077-007-5)
3. Soldats de la liberté, 1995  (ISBN 2-84077-008-3)

- Histoires de la vie des hommes, Éditions de la Pibole

4. Le nouveau mandarin, scénario de Serge Saint-Michel, dessins d'Henriette Munière, 1979  (ISBN 2-86417-007-8)
6. Béatrice et la male mort, scénario de Serge Saint-Michel, dessins d'Henriette Munière, 1980  (ISBN 2-86417-010-8)
8. Le Disparu de l'Acropole, scénario de Serge Saint-Michel, dessins de Véronique Ageorges, 1980  (ISBN 2-86417-016-7)
- Jeff et sa moto - La Moto diabolique, scénario de Serge Saint-Michel, dessins d'Éric Loublanches, Garnier, 1977  (ISBN 2-70500-095-X)
- Les aventures de Kouakou, Segedo

2. Papa Mangan raconte…, scénario de Serge Saint-Michel, dessins de Bernard Dufossé, 1992  (ISBN 2-905973-08-0)
- Mantes-la-Jolie, scénario de Serge Saint-Michel, dessins de Daniel Massard, GEDIF, 1988  (ISBN 2-907634-00-3)
- Mon pays l'Europe, scénario de Serge Saint-Michel, dessins de Bernard Dufossé, Fleurus, 1990  (ISBN 2-215-01331-1)
- Overlord 6 juin 1944 - La Liberté, scénario de Serge Saint-Michel, dessins de Mister Kit, Éditions de la Porte, Collection Mémoire d'Europe, 1984  (ISBN 2-84150-001-2)
- Passe croisée, scénario de Serge Saint-Michel, dessins de Bernard Dufossé, Segedo, 1988  (ISBN 2-905973-02-1)
- Phèdre - La Fille du soleil, scénario de Serge Saint-Michel, dessins de Robert Bressy, Éditions Altalire, 2008  (ISBN 978-2-7468-1988-7)
- Les Pieds nickelés, scénario de Serge Saint-Michel, dessins de Jacarbo, Société parisienne d'édition

1. Les Pieds nickelés au Mondial, 1982
2. Les Pieds nickelés et le Club, 1982
3. Les Pieds nickelés et le rallye, 1983
4. Les Pieds nickelés karatékas, 1983
5. Les Pieds nickelés font le Tour, 1983
6. Les Pieds nickelés aux Jeux, 1983
- Le Triérarque, scénario de Serge Saint-Michel, dessins de Jean-Marie Ruffieux,

1. Le Triérarque sans nom, Lavauzelle, 1985  (ISBN 2-7025-0128-1)
2. Les Clefs de Jérusalem, Soleil Productions, collection Soleil noir, 1992  (ISBN 2-87764-088-4)
- Le Virus Bastéric, , scénario de Serge Saint-Michel, dessins de Kami, GEDIF, 1988  (ISBN 2-907634-01-1)
- The Kingdom of Saudi Arabia, Mahmoud Zaim, Serge Saint-Michel, Bernard Dufosse, SN Media International, 1980,  (ISBN 2-85809-11-61)